# Невер (Амурська область)
Невер (рос. Невер) — село у Сковородінському районі Амурської області Російської Федерації. Розташоване на території українського історичного та етнічного краю Зелений Клин.
Входить до складу муніципального утворення Неверська сільрада. Населення становить 1400 осіб (2018).

## Історія
З 20 жовтня 1932 року входить до складу новоутвореної Амурської області.
З 1 січня 2006 року входить до складу муніципального утворення Неверська сільрада.

## Населення
| 1939   | 1959  | 1970  | 1979  | 1989  | 2002  | 2010  |
| ------ | ----- | ----- | ----- | ----- | ----- | ----- |
| 11 517 | ↘6520 | ↘5690 | ↘5366 | ↘3234 | ↘2136 | ↘1598 |
| 2012   | 2013  | 2014  | 2015  | 2016  | 2017  | 2018  |
| ↘1542  | ↘1516 | ↘1469 | ↘1453 | ↘1434 | ↘1420 | ↘1400 |